# 劍晃敏志
劍晃敏志（1967年6月27日—1998年3月10日），原名星村敏志，日本大阪府守口市出身的前大相撲力士。身高1.9米，重145公斤，最高位置西小結。所屬相撲部屋是高田川部屋。

## 生涯
星村在高中時退學加入高田川部屋學習相撲，於1984年11月首次亮相，並於1991年3月達到十兩級別。1992年7月，他首次參加幕內組的比賽。在那裡只取得了三場勝利，他又回到了十兩，但在1993年3月重新入幕。他於1995年5月達到了小結的最高級別。他在7月跌回東前頭四枚目，但交出了 11-4 的強勁戰績，擊敗了橫綱曙太郎，並於 1995年9月重返小結。他還在1996年5月擊敗了橫綱貴乃花，成為該比賽中唯一做到這一點的力士。
1997年5月，劍晃在前頭十一杖目，但那是他參加的最後一場比賽。他從1997年7月起因患有一種極其罕見的白血病引起的全血細胞減少症而住院（日本只報告了四宗病例）。他的名字仍然在番付表上，但由於無法參加比賽，到1998年3月，他已經跌至幕下55位。於3月10日死於肺栓塞。